# Institut Mines-Télécom Business School
Az Institut Mines-Télécom Business School egy franciaországi felsőoktatási intézmény, amely az üzleti tudományok terén nyújt posztgraduális képzést. 1979-ben alapították; Párizsban és Évryban rendelkezik kampusszal.
2019-ben az IMT BS a Financial Times rangsora szerint a legjobb 75 európai üzleti iskola között szerepelt.
Az iskola programjai AMBA, CGE és AACSB hármas akkreditációval rendelkeznek.

## Külső hivatkozások
- Hivatalos oldal